# Catedral de Samora
A Catedral do Salvador de Zamora é uma catedral espanhola localizada na cidade de Zamora, na província de Zamora. É considerada uma obra do auge da arquitetura românica na Espanha.

Foi construída entre os anos de 1140 e 1170, a mando do bispo de Zamora, Bernardo de Perigord, durante o reinado de Afonso VII, sobre as ruínas da antiga basílica pré-românica do Salvador, de cujos restos nada sobrou senão as notas escritas sobre a sua existência.

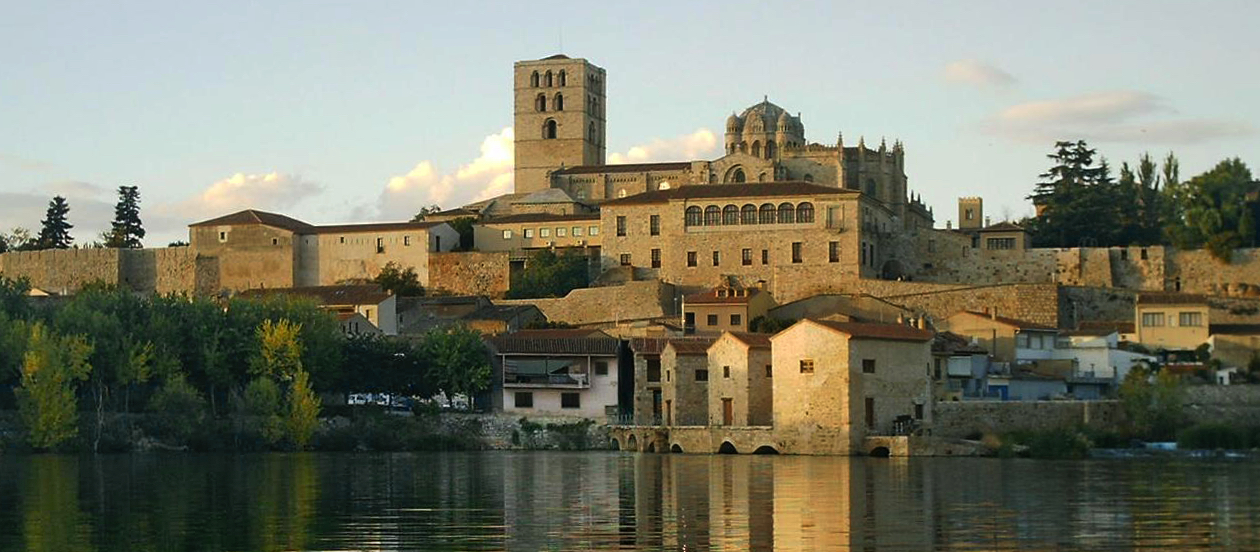
Catedral de El Salvador de Zamora, vista da outra margem do rio Douro